# فريلي
فريلي (بالإنجليزية: Verily)‏ هي منظمة بحثية متخصصة في علوم الحياة تأسس في 2015 وهي أحد شركات ألفابت.